# ویلمیدین دویستر
ویلمیدین دویستر (انگلیسی: Willemijn Duyster؛ زادهٔ ۵ april ۱۹۷۰ (۵۴ سال)) ورزشکار هاکی روی چمن اهل پادشاهی هلند است.
وی در مسابقات کشوری و بین‌المللی در مجموع برندهٔ ۱ مدال نقره، ۲ مدال برنز شده‌است.